# Nasir al-Din al-Toesi

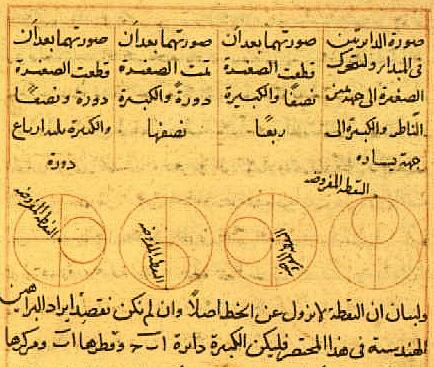
Originele beschrijving van het toesikoppel

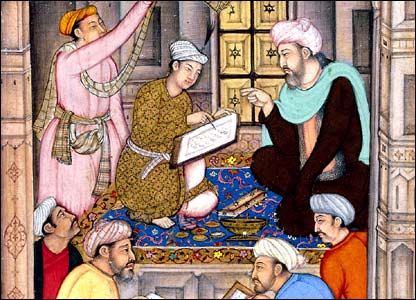
Plaat uit het boek Nasirs ethiek

Abu Jafar Muhammad Ibn Muhammad Ibn al-Hasan Nasir al-Din al-Toesi of kortweg Nasir Toesi (Toes, 18 februari 1201 - Bagdad, 26 juni 1274; spellingsvarianten zijn Tusi en Tousi) was een Perzisch wetenschapper en filosoof. Toesi is vernoemd naar zijn geboorteplaats Toes in de streek Khorasan in wat nu Iran is. Hij leverde grote bijdragen aan de wiskunde, astronomie en filosofie.

## Biografie
Toen het leger van de Mongolen zijn streek veroverde (rond 1220), vluchtte hij en sloot zich aan bij de Ismaëlieten, een sjiitische stroming binnen de islam. Na de verovering van het Alamutkasteel, waar al-Toesi verbleef, door de Mongolen onder leiding van Hulagu trad hij als vizier in dienst bij hem. Hij hielp Hulagu bij de verovering van het Abbasidenkalifaat en de verovering van Bagdad in 1258.
Als dank hiervoor mocht Toesi in Maragha in noordwest Iran in 1259 een observatorium oprichten. Maragha was de toenmalige hoofdstad van het Ilkanaat. Toesi bleef hier tot zijn dood in 1274. Hij werd uiteindelijk bij de schrijn van de 7e imam Moesa al-Kaazim nabij Bagdad begraven.

## Werken
Toesi schreef in totaal 64 werken, voornamelijk in het Perzisch.
Hij was waarschijnlijk de eerste die goniometrie (ook wel trigonometrie of driehoeksmeetkunde) als een apart vakgebied beschouwde. Hij beschreef als eerste de sinusregel van de driehoeksmeting.
Hij ontwierp verschillende meetinstrumenten voor astronomische waarnemingen.
In zijn boek Tadhkira fi' ilm al-hay'a (Memorandum over de astronomie) stelde hij een herziening van Ptolemaeus' astronomische systeem voor. In zijn boek Zij-i ilkhani (Il-kanaatische tabellen) beschreef Toesi een gedetailleerde beweging van de planeten. In plaats van de epicycli introduceert hij de toesikoppels als model voor planetaire bewegingen. Ontegenzeggelijk moet Copernicus al-Toesi's werk gekend hebben, aangezien het systeem van Copernicus grotendeels overeenkomt met Toesi's werk. Maar Toesi's planetaire systeem plaatste de aarde nog wel in het middelpunt van het zonnestelsel. Ook na Toesi's dood bleef het observatorium in Maragha een belangrijk centrum voor wetenschappen.
Toesi schreef belangrijke filosofische werken. Nasirs Ethiek is hiervan wellicht het bekendste. Hij schreef dit boek in eerste instantie voor de isma'ilitische vorst Nasir al-Diren maar hij herzag de tekst voor de Mongoolse heersers. Daarnaast schreef hij werken over logica en staatsinrichting.

## Trivia
- De krater Nasireddin op de Maan is naar hem vernoemd.
- Qutb al-Din al-Shirazi is waarschijnlijk zijn bekendste leerling.